# Gianni Versari
Gianni Versari (7 de febrero de 1958) es un exnadador panameño. Compitió en dos eventos en los Juegos Olímpicos de 1976.

## Biografía
Versari compitió en los Juegos Olímpicos de Montreal 1976, en donde compitió en dos pruebas, el 24 de julio de 1976 participó en los 100 metros libre quedándose en la posición treinta en la primera ronda con 54.11 segundos y el 19 de julio de 1976 compitió en los 200 metros libre quedándose en la posición cincuenta en la primera ronda con 2:02.25 minutos.